# Lae Hole I
Lae Hole I is een bestuurslaag in het regentschap Dairi van de provincie Noord-Sumatra, Indonesië. Lae Hole I telt 862 inwoners (volkstelling 2010).